# Neodiadelia capensis
Neodiadelia capensis là một loài bọ cánh cứng trong họ Cerambycidae.